# Куду малий
Куду малий (Tragelaphus imberbis) — вид парнокопитних ссавців родини бикових (Bovidae).

## Поширення
Поширений на Аравійському півострові, у Сомалі та інших районах Східної Африки. Мешкають ці антилопи невеликими групами, рідше поодинці на лісистих пагорбах. Харчуються травою і листям дерев.

## Опис
У дорослих особин висота в холці близько 1 м, маса 90 кг. Самки дрібніші самців. Забарвлення від рудувато-сірого до блакитно-сірого з білими смугами на боках. Самці цих антилоп дуже красиві. У них по рудувато-бурому тулубу тягнуться білі, яскраво виділені смуги, а голову прикрашають довгі масивні роги, зігнуті у вигляді штопора — їх довжина 90 см, самиці безрогі. З боків тулуба вертикальні білі смуги.

## Спосіб життя
Куду малий дотримується виключно сухих, зарослих колючими чагарниками, горбистих районах. Він живе звичайно невеликими групами, по 5-6 тварин, куди входять самець і самки з молодими. Цікаво, що на відпочинку такі череди малого куду поводяться особливим чином. Якщо небезпека очікується з якої-небудь однієї сторони, а інша захищена природною перешкодою, наприклад яром або скелею, тоді все стадо лягає головами в одну сторону. Якщо ж небезпеку можна очікувати з будь-якої сторони, то відпочиваючі тварини утворюють як би зірку, тримаючи під спостереженням всю околицю. Телята завжди розташовуються в центрі стада. У харчуванні, розмноженні й поведінці малого куду багато спільного з великим.

## Класифікація
Описано два підвиди Prior to their level as a full species, both A. i. imberbis and A. i. australis were recognized as valid subspecies of the lesser kudu. Further genetic investigation will be needed to determine whether or not this split reflects reality.:
- A. i. imberbis  — Ефіопія і Сомалі.
- A. i. australis  — Кенія, Танзанія, Судан і південне Сомалі.